# Коляды (Пермский край)
Коляды — деревня в Пермском районе Пермского края. Входит в состав Заболотского сельского поселения.

## Географическое положение
Расположена на берегу реки Камы, примерно в 6,5 км к северо-востоку от административного центра поселения, деревни Горшки.

## Население
| 2010 |
| ---- |
| 7    |

## Улицы
- Камская ул.[2]

## Топографические карты
- Лист карты O-40-76 Юго-камский. Масштаб: 1 : 100 000. Состояние местности на 1983 год. Издание 1984 г.